# Polymixia yuri
Espèce
Statut de conservation UICN

 DD  : Données insuffisantes
 octobre 2018 
Polymixia yuri est une espèce de poissons marins de la famille des Polymixiidae.

## Systématique
L'espèce Polymixia yuri a été décrite en 1982 par l'ichtyologiste russe Alexander N. Kotlyar (d)

## Distribution
Polymixia yuri se rencontre dans le Pacifique sud-est. Il a été localisé notamment le long de la Dorsale de Nazca et au large de l'Île Sala y Gómez.

## Description
Polymixia yuri peut mesurer jusqu'à 18,8 cm. C'est un poisson à nageoires rayonnées, qui capture ses proies en les avalant.

## Publication originale
- (ru) A. N. Kotlyar, « [Polymixia yuri sp. n. (Beryciformes, Polymixiidae) from the South-west Pacific] », Zoologicheskii Zhurnal, Russie, vol. 61, no 9,‎ 1982, p. 1380-1384 (ISSN 0044-5134).